# Авдєєва Надія Миколаївна
Надія Миколаївна Авдєєва (3 квітня 1936, Падани —  травень 2018) — українська філологиня, мовознавиця, бібліотекарка, директорка Харківської державної наукової бібліотеки імені В. Г. Короленка, ХДНБ (1986—1988).

## Біографія
Народилася 3 квітня 1936 року у селі Паданах Сегозерського району Карельської Автономної РСР. До 1941 року родина мешкала у Петрозаводську. З початком радянсько-фінської війни евакуювалася на Урал. У 1944 році Надія з батьками оселилася у Харкові. Мати була лікарем, батько працював юристом у Залізничному суді Харкова. У 1954 році Надія закінчила школу та працювала на Харківському металоштампувальному заводі. У 1961 році з відзнакою закінчила факультет іноземних мов Харківського державного університету імені О. М. Горького. Працювала старшим гідом-перекладачем у Харківському відділенні «Всесоюзного акціонерного товариства „Інтурист“». Продовжила навчання на Харківських державних курсах іноземних мов, відділенні англійської мови та французької мови. Знання мов дозволило у 1969 році обійняти посаду завідувачки відділу літератури іноземними мовами ХДНБ ім. В. Г. Короленка. На цій посаді Авдєєва налагоджувала міжнародні зв'язки з національними бібліотеками та центральними книговидавничими установами задля забезпечення комплектування літературою іноземними мовами. Особливу увагу приділяла підвищенню якості та продуктивності праці, підвищенню кваліфікації працівників.
У 1986 році, згідно з наказом Міністерства культури УРСР, Надію Миколаївну було призначено на посаду директорки. Під її керівництвом завершили пошукову роботу з відтворення історії бібліотеки, організували експозицію, що відображала основні етапи її діяльності, видали науково-допоміжний бібліографічний покажчик видань та літератури про бібліотеку, провели урочисті збори колективу й наукову конференцію. Каширіна Галина Миколаївна згадує директорку Авдєєву як доньку прокурора з комплексом слідчого, поганого організатора, яка підозрювала чесних людей у всіх можливих вадах і часом поводилася з підлеглими образливо.
За керівництва Н. М. Авдєєвої провідні фахівці бібліотеки брали участь у підготовці республіканських програм, а також розробили «Основні напрями діяльності ХДНБ на 1986—1990 роки» та «Програму механізації та автоматизації бібліотечно-бібліографічних процесів на 1986—1990 роки». Директорка приділяла особливу увагу оптимізації бібліотечно-бібліографічного обслуговування, оперативному інформуванню трудових і творчих колективів, а також вивченню інформаційних потреб користувачів. У цей період проводилися Дні інформації, Дні фахівця, Шевченківські читання, Сковородинське свято літератури, вечори, присвячені українським письменникам, зустрічі з літературними критиками, виставки творів міських художників-аматорів. Започатковано День референта. При бібліотеці також були організовані курси японської мови.
У 1988—1991 роках Н. М. Авдєєва обіймала посаду завідувачки відділу масової роботи (нині — соціокультурний центр), приділяючи значну увагу відродженню культурних традицій бібліотеки, розвитку співпраці з підприємствами, навчальними закладами та установами культури міста й області. Також організовувала масову роботу бібліотеки. Була ініціатором проведення читацьких конференцій, обговорень та презентацій книг, круглих столів, дискусій, циклів лекцій з української мови. З червня 1991 року вийшла на заслужений відпочинок та продовжувала брати активну участь у громадському житті, надавала приватні заняття з німецької мови, займалася перекладацькою діяльністю.
За сумлінну й результативну працю була нагороджена орденом «Знак Пошани», почесною грамотою Харківського обласного відділення Товариства польсько-радянської дружби та його золотою відзнакою, дипломом і срібною відзнакою Товариства дружби СРСР–НДР, медаллю Лейпцизького ярмарку, а також отримувала подяки від Харківського обласного комітету захисту миру.
Померла у травні 2018 року.